# San Cristovo de Cea
San Cristovo de Cea és un municipi de la província d'Ourense a Galícia. Pertany a la Comarca do Carballiño.
| 6.441 | 6.102 | 6.043 | 5.358 | 2.994 |
| Fonts: INE i IGE (Els criteris de registre censal variaren i les dades de l'INE i de l'IGE poden no coincidir.) |       |       |       |       |

## Parròquies
- Castrelo (San Cibrao)
- Cea (San Cristovo)
- Covas (Santa María)
- Lamas (San Martiño)
- Longos (Santa Baia)
- Mandrás (San Pedro)
- Oseira (Santa María a Real)
- Pereda (Santa Baia)
- San Fagundo (San Fagundo)
- Souto (San Salvador)
- Vales (San Pedro)
- Vilaseco (San Miguel)
- Viña (San Román)